# Bernardo VII di Lippe
Bernardo VII di Lippe (4 dicembre 1428 – Lemgo, 2 aprile 1511) è stato a capo dello stato di Lippe (parte del Sacro Romano Impero) dal 1429 al 1511.

## Biografia
Poco dopo la sua nascita il padre morì, rendendolo nuovo sovrano di Lippe a neanche un anno di età. Data la giovanissima età fu posto sotto la reggenza dello zio Otto ed in seguito del vescovo di Colonia. Dopo aver preso il controllo personale dei suoi domini fu coinvolto in molteplici guerre feudali e rivalità con i possedimenti vicini che gli valsero il soprannome di Il bellicoso. Alla sua morte gli successe il figlio Simone, col nome di Simone V.

## Ascendenza
|                                                        |                                                          |                                                          | Genitori                                                  |  |  | Nonni |  |  | Bisnonni                     |  |  | Trisnonni                |  |
|                                                        |                                                          |                                                          |                                                           |  |  |       |  |  | Simone III, signore di Lippe |  |  | Ottone, signore di Lippe |  |
|                                                        |                                                          |                                                          |                                                           |  |  |       |  |  | Simone III, signore di Lippe |  |  | Ottone, signore di Lippe |  |
|                                                        |                                                          | Ermengarda di Mark                                       |                                                           |  |  |       |  |  | Simone III, signore di Lippe |  |  |                          |  |
| Bernardo VI, signore di Lippe                          |                                                          |                                                          |                                                           |  |  |       |  |  | Simone III, signore di Lippe |  |  |                          |  |
|                                                        |                                                          | Ermengarda di Hoya                                       | Giovanni II, conte di Hoya                                |  |  |       |  |  |                              |  |  |                          |  |
|                                                        |                                                          | Ermengarda di Hoya                                       | Giovanni II, conte di Hoya                                |  |  |       |  |  |                              |  |  |                          |  |
|                                                        |                                                          | Ermengarda di Hoya                                       | Elena di Sassonia-Lauenburg                               |  |  |       |  |  |                              |  |  |                          |  |
| Simone IV, signore di Lippe                            |                                                          | Ermengarda di Hoya                                       |                                                           |  |  |       |  |  |                              |  |  |                          |  |
|                                                        |                                                          | Federico III, conte di Mörs                              | Teodorico V, conte di Mörs                                |  |  |       |  |  |                              |  |  |                          |  |
|                                                        |                                                          | Federico III, conte di Mörs                              | Teodorico V, conte di Mörs                                |  |  |       |  |  |                              |  |  |                          |  |
|                                                        |                                                          | Federico III, conte di Mörs                              | Elisabetta di Zuylen-Anholt                               |  |  |       |  |  |                              |  |  |                          |  |
| Elisabetta di Mörs                                     |                                                          | Federico III, conte di Mörs                              |                                                           |  |  |       |  |  |                              |  |  |                          |  |
|                                                        |                                                          | Valpurga di Saarwerden                                   | Giovanni II, conte di Saarwerden                          |  |  |       |  |  |                              |  |  |                          |  |
|                                                        |                                                          | Valpurga di Saarwerden                                   | Giovanni II, conte di Saarwerden                          |  |  |       |  |  |                              |  |  |                          |  |
|                                                        |                                                          | Valpurga di Saarwerden                                   | Clara di Vinstingen                                       |  |  |       |  |  |                              |  |  |                          |  |
| Bernardo VII, signore di Lippe                         |                                                          | Valpurga di Saarwerden                                   |                                                           |  |  |       |  |  |                              |  |  |                          |  |
|                                                        | Alberto I di Brunswick-Lüneburg, principe di Grubenhagen | Ernesto I di Brunswick-Lüneburg, principe di Grubenhagen |                                                           |  |  |       |  |  |                              |  |  |                          |  |
|                                                        | Alberto I di Brunswick-Lüneburg, principe di Grubenhagen | Ernesto I di Brunswick-Lüneburg, principe di Grubenhagen |                                                           |  |  |       |  |  |                              |  |  |                          |  |
|                                                        | Alberto I di Brunswick-Lüneburg, principe di Grubenhagen | Adelaide di Everstein-Polle                              |                                                           |  |  |       |  |  |                              |  |  |                          |  |
| Erich I di Brunswick-Lüneburg, principe di Grubenhagen | Alberto I di Brunswick-Lüneburg, principe di Grubenhagen |                                                          |                                                           |  |  |       |  |  |                              |  |  |                          |  |
|                                                        |                                                          | Agnese I di Brunswick-Wolfenbüttel                       | Magnus II di Brunswick-Lüneburg, principe di Wolfenbüttel |  |  |       |  |  |                              |  |  |                          |  |
|                                                        |                                                          | Agnese I di Brunswick-Wolfenbüttel                       | Magnus II di Brunswick-Lüneburg, principe di Wolfenbüttel |  |  |       |  |  |                              |  |  |                          |  |
|                                                        |                                                          | Agnese I di Brunswick-Wolfenbüttel                       | Caterina di Anhalt-Bernburg                               |  |  |       |  |  |                              |  |  |                          |  |
| Margherita di Brunswick-Grubenhagen                    |                                                          | Agnese I di Brunswick-Wolfenbüttel                       |                                                           |  |  |       |  |  |                              |  |  |                          |  |
|                                                        |                                                          | Ottone I di Brunswick-Lüneburg, principe di Göttingen    | Ernesto I di Brunswick-Lüneburg, principe di Göttingen    |  |  |       |  |  |                              |  |  |                          |  |
|                                                        |                                                          | Ottone I di Brunswick-Lüneburg, principe di Göttingen    | Ernesto I di Brunswick-Lüneburg, principe di Göttingen    |  |  |       |  |  |                              |  |  |                          |  |
|                                                        |                                                          | Ottone I di Brunswick-Lüneburg, principe di Göttingen    | Elisabetta d'Assia                                        |  |  |       |  |  |                              |  |  |                          |  |
| Elisabetta di Brunswick-Göttingen                      |                                                          | Ottone I di Brunswick-Lüneburg, principe di Göttingen    |                                                           |  |  |       |  |  |                              |  |  |                          |  |
|                                                        |                                                          | Margherita di Berg                                       | Guglielmo II, duca di Berg                                |  |  |       |  |  |                              |  |  |                          |  |
|                                                        |                                                          | Margherita di Berg                                       | Guglielmo II, duca di Berg                                |  |  |       |  |  |                              |  |  |                          |  |
|                                                        |                                                          | Margherita di Berg                                       | Anna del Palatinato                                       |  |  |       |  |  |                              |  |  |                          |  |
|                                                        |                                                          | Margherita di Berg                                       |                                                           |  |  |       |  |  |                              |  |  |                          |  |